# Prospettiva forzata

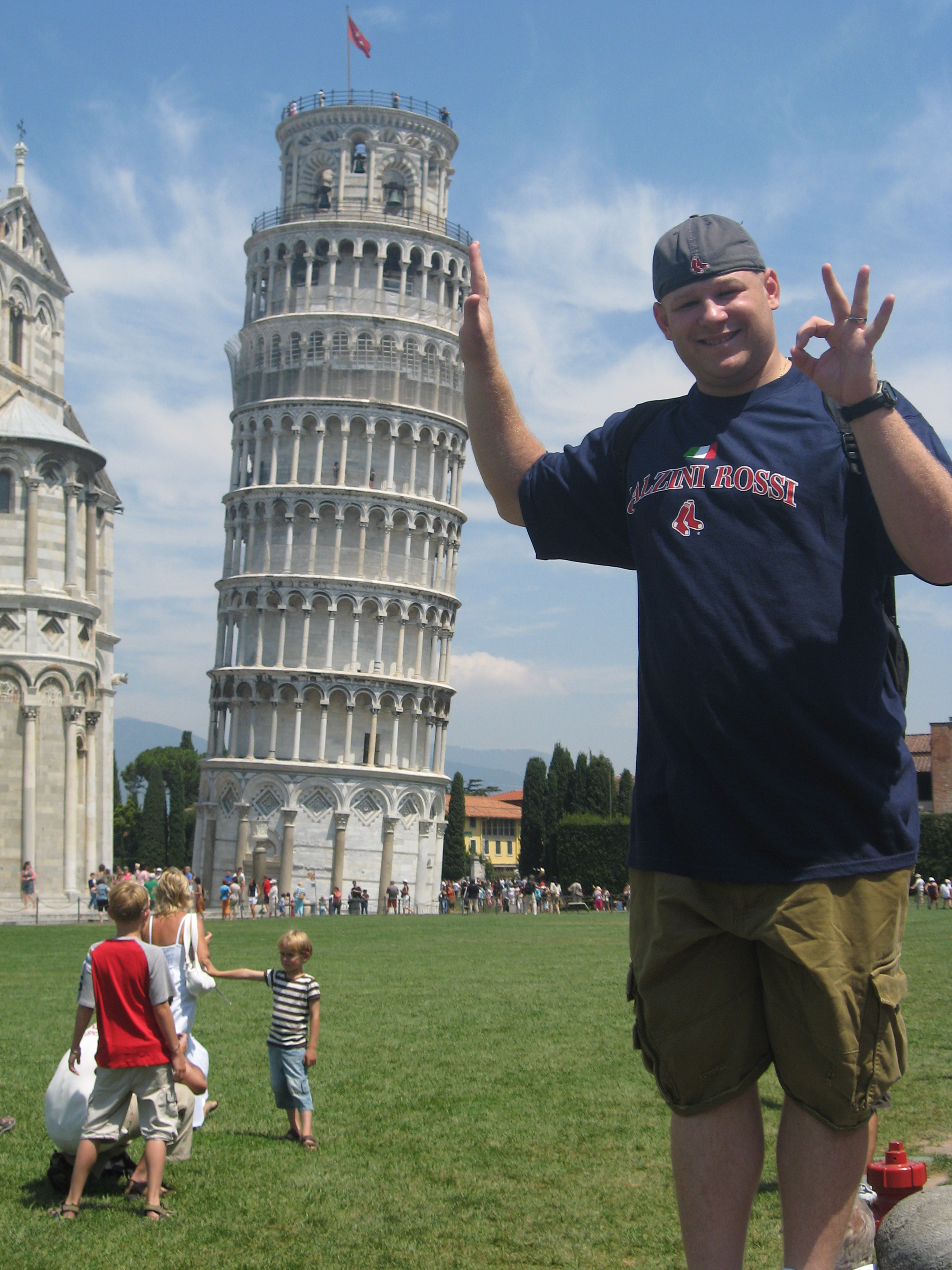
Tipico esempio di prospettiva forzata in una foto con la Torre pendente di Pisa.

La prospettiva forzata è una tecnica che si avvale della illusione ottica per far apparire un oggetto più lontano, più vicino, più o meno grande di quanto non sia in realtà. È utilizzato principalmente in fotografia, cinema e architettura. Si manipola la percezione visiva umana attraverso l'uso di oggetti in scala e la correlazione tra essi e il punto di vista dello spettatore o la fotocamera.